# مستشفى لي شين شان
مستشفى ليشينشان (بالصينية: 雷神 山 医院 ؛ حرفيًا: «مستشفى جبل إله الرعد») هو مستشفى ميداني متخصص في حالات الطوارئ، تم إنشاؤه في الفترة من 25 يناير 2020 إلى 8 فبراير 2020 استجابة لحالات الإصابة المتزايدة بعد تفشي فيروس كورونا المستجد 2019-20.
يقع المشفى في مقاطعة Jiangxia في مدينة ووهان في ولاية خوبي في الصين، صمم المرفق لعلاج الحالات المصابة بفيروس كورونا المستجد (2019-nCoV).

## الخلفية

### أصل التسمية
أطلق على المشفى اسم ليشينشان حيث ليشين تعني «إله الرعد»، تيمنا بآلهة الرعد لي غونغ أو ليو شين في الديانة الشعبية الصينية والفلكلور القديم، حيث يعاقب البشر المذنبين بارتكاب الجرائم السرية وكذلك الأرواح الشريرة الذين استغلوا معرفتهم بالديانة الطاوية لإلحاق الأذى بالبشر.
يرتبط اسم «ليي» أي «الرعد» كذلك بمفهوم «الخشب» في نظرية العناصر الخمسة الخاصة بالثقافة الصينية والتي تمثل دورة صحة الفرد حيث يمكن للمعدن أن يخترق الخشب والخشب يخترق الأرض والأرض تمتص الماء والماء يطفئ النار والنار تذيب المعدن.
في الطب الصيني التقليدي، يولد الخشب النار التي تتغلب على المعدن. بذلك يحاول النظام الصيني من خلال اسم المشفى بعث الأمل في أن يتم القضاء في النهاية على فيروس كورونا المستجد الذي يصيب الرئة.

### تاريخ البناء
في 25 يناير 2020 وعلى الساعة 3 ونصف مساءً، قررت حكومة بلدية ووهان إنشاء مشفى إضافي باسم «مستشفى ليشينشان» استجابة لحالات الإصابة المتزايدة بعد تفشي فيروس كورونا المستجد 2019-20. وبدأ البناء في موقف السيارات رقم 3 في قرية الرياضيين في مقاطعة Jiangxia في ووهان.
في 27 يناير، أعلنت اللجنة الوطنية للتنمية والإصلاح عن تخصيص 300 مليون يوان صيني لدعم بناء مستشفى هووشينشان ومستشفى ليشينشان. في نفس اليوم، أعلنت مؤسسة الشبكة الحكومية الصينية عن التبرع بمواد مادية بقيمة 60.28 مليون يوان صيني لبناء المستشفيين.
في 6 فبراير 2020، تم الانتهاء من بناء المستشفى.
في 8 فبراير 2020، تم تسليم ما مجموعه 1600 سرير إلى المستشفى. في نفس اليوم، زارت نائبة رئيس مجلس الوزراء صن تشونلان المرفق، مؤكدة أن العلاج يجب أن يتم وفقًا لأولوية شدة حالة المريض. حيث تم نقل أول 30 مريضاً إلى المستشفى في نفس اليوم في تمام الساعة الثامنة مساءً.

### التصميم
صمم المستشفى الميداني بتقنية تصميم الوحدات. ويحتوي على 32 منطقة للمرضى، اثنتان منها للحالات الحرجة وثلاثة أخرى للأعراض الخطيرة.